# Berthe Morisot
Berthe Marie Pauline Morisot (francês: [mɔʁizo]; (Bourges, Cher, 14 de janeiro de 1841 – Paris, 2 de março de 1895) foi uma pintora impressionista francesa. Foi descrita por Gustave Geffroy, em 1894 como "uma das grandes damas do impressionismo", junto de Marie Bracquemond, Eva Gonzalès e Mary Cassatt.
Expôs seus trabalhos, pela primeira vez, no prestigiado Salão de Paris, em 1864, patrocinado pela Academia de Belas-Artes de Paris. Os seus trabalhos foram selecionados para as exposições seguintes, juntamente com os de Paul Cézanne, Edgar Degas, Claude Monet, Camille Pissarro, Pierre-Auguste Renoir e Alfred Sisley.
Foi casada com Eugène Manet, irmão de seu amigo e colega pintor Édouard Manet.

## Vida pessoal
Berthe nasceu em Bourges, no seio de uma influente família. Seu pai, Edmé Tiburce Morisot, era o administrador da região de Cher e formado em arquitetura pela École des Beaux-Arts. Sua mãe era Marie-Joséphine-Cornélie Thomas, sobrinha-neta de Jean-Honoré Fragonard, um dos mais prolíficos pintores do Rococó. Berthe tinha duas irmãs, Yves (1838–1893) e Edma (1839–1921), e um irmão mais novo, Tiburce, nascido em 1848. A família mudou-se para Paris em 1852, quando Berthe ainda era criança.
Era prática comum das famílias bourgeois em educar as filhas nas artes, então Berthe e suas irmãs tiveram aulas particulares com Geoffroy-Alphonse Chocarne e Joseph Guichard. Inicialmente, elas começaram a produzir desenhos de parentes, como quando desenhou seu pai em seu aniversário.
Em 1857 Guichard, que tinha uma escola para meninas na Rue des Moulins, apresentou Berthe e Edma ao Museu do Louvre, onde elas aprenderam a observar as obras dos grandes mestres e em 1858 aprenderam a copiar os quadros. Por volta dessa época, elas também conheceram o trabalho de Paul Gavarni. Mais tarde, Guichard se tornaria o diretor da École des Beaux-Arts, onde seu pai estudou.

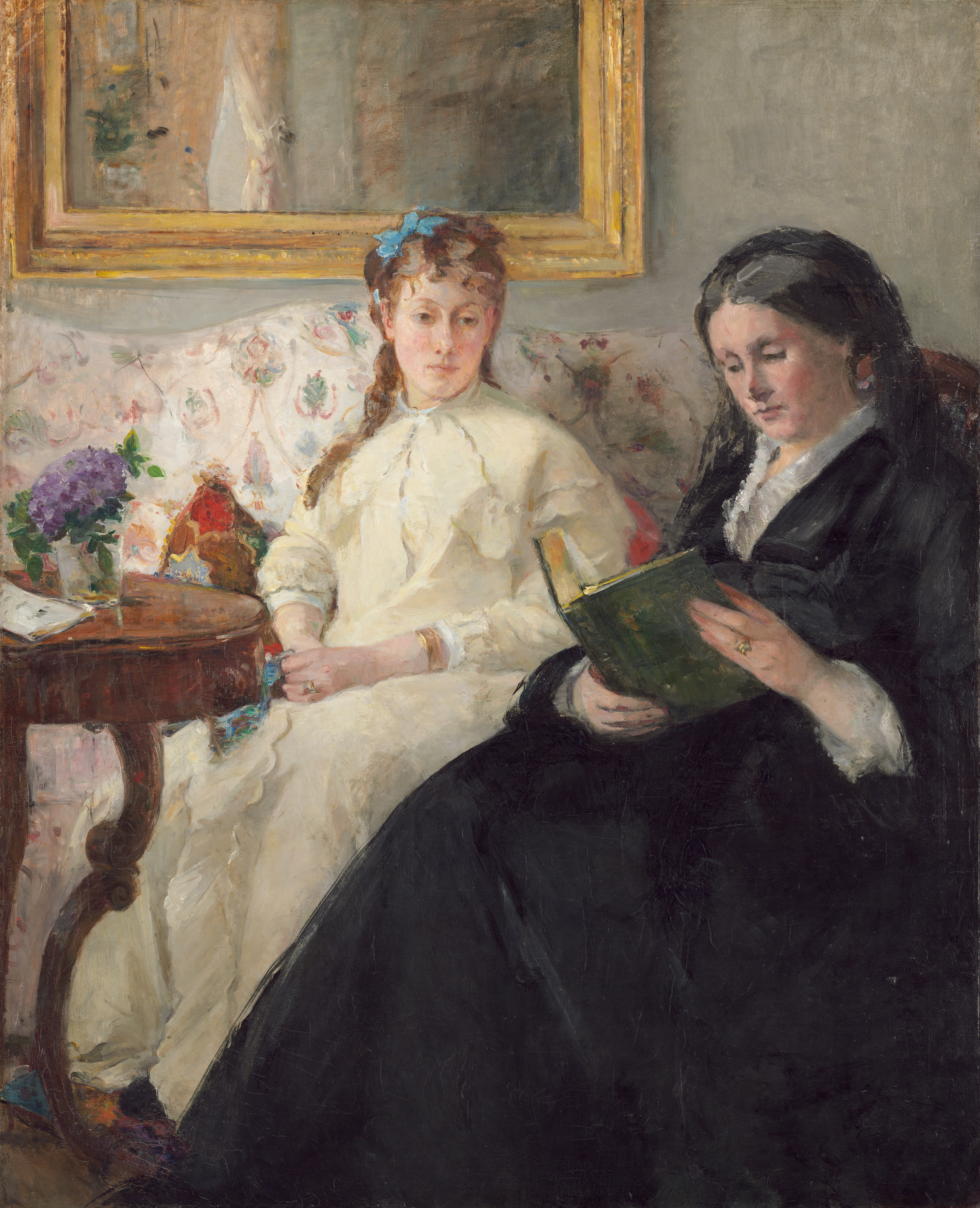
Marie-Joséphine & Edma, 1869/70

Como estudantes de arte, as irmãs trabalharam muito próximas, até Edma se casar com Adolphe Pontillon, um oficial naval e se mudara para Cherbourg, onde teve filhos, assumiu a vida do lar e tinha pouco tempo disponível para pintar. Cartas entre as duas irmãs mostram o carinho que tinham uma pela outra, porém Berthe comumente se queixava da distância entre as duas e do afastamento de Edma das artes. Edma sempre apoiou o trabalho da irmã e tentou manter contato e proximidade entre as famílias o máximo que pode. Edma assim escreveu:
| “ | Tenho sempre você em meus pensamentos, querida Berthe. Estar em seu estúdio e de poder escapar, nem que por meros 15 minutos, respirar a atmosfera que dividimos por tantos anos. | ” |

Sua irmã Yves casou-se com Theodore Gobillard, inspetor tributário, em 1866 e foi musa de Edgar Degas em Mrs Theodore Gobillard, obra que está hoje no Metropolitan Museum of Art, em Nova Iorque.
Berthe estava registrada como copista no Museu do Louvre e lá ficou amiga de artistas e professores, como Camille Corot, um pintor de paisagens da Escola Barbizon. Em 1860, sob a influência de Corot, ela começou a experimentar o método de pintura ao ar livre. Em 1863, estava estudando com Achille Oudinot, outro pintor de Barbizon. No inverno de 1863-64, Berthe estudou escultura com Aimé Millet, mas nenhuma de suas obras sobreviveu aos dias de hoje.
Berthe se casou com Eugène Manet, irmão de seu amigo e colega pintor, Édouard Manet, em 1874. Eugène faleceu em 1892. Em 1878, ela daria à luz à única filha do casal, Julie Manet, que foi musa frequente nos quadros da mãe e de outros artistas impressionistas, como Renoir.

## Impressionismo
A primeira vez que um quadro de Berthe foi exposto ao grande público foi no Salão de Paris, em 1864, quando a artista tinha 23 anos, com dois quadros retratando paisagens. A partir daí, ela expôs com regularidade no salão, com crítica positivas, até 1873, um ano da grande exposição impressionista. Ela expôs trabalhos na exposição de 1874, perdendo apenas a de 1878 quando sua filha nasceu.
Sua carreira tida como um período mais maduro começou em 1872. Sua audiência começou a crescer com o patrocínio de Durand-Ruel, comerciante de arte, que comprou de Berthe cerca de 22 quadros. Em 1877, ela foi descrita por um crítico do Le Temps, como a "verdadeira impressionista do grupo". Berthe preferiu expor e assinar suas obras com seu nome de solteira, sem usar um pseudônimo ou seu nome de casada. Na exposição de 1880, muitos críticos de arte consideraram os trabalhos de Berthe como os melhores, incluindo o famoso crítico do Le Figaro, Albert Wolff.

## Manet
Em 1868, Berthe ficou amiga de Édouard Manet, que pintou vários retratos dela, incluindo um estudo com véu preto, enquanto ela de luto pela morte do pai. A correspondência entre os dois mostra grande afeição, mas Berthe se ressentia de suas críticas e correções que queria fazer em seus quadros. Assim Manet escreveu:
| “ | As jovens Morisots são adoráveis. É perturbador que elas não sejam homens. Porém, como mulheres, poderiam servir a causa da pintura, cada um casando com um membro da Academia Francesa e semeando discórdia entre esses senis. | ” |

Apesar de Manet ser considerado o mestre e Berthe sua pupila, já evidências de que a admiração era recíproca. Registros mostram a apreciação de Manet por seu estilo original e pelas decisões tomadas na composição dos quadros, algumas que ele mesmo adotou em suas obras. Foi Berthe quem persuadiu Manet a pintar ao ar livre, algo que ela vinha praticando havia muito tempo. Foi ela também quem o introduziu ao grupo de pintores que viria a ser conhecido como os impressionistas. Em 1874, ela casou-se com o irmão de Édouard, Eugène.

## Morte
Berthe Morisot faleceu em 2 de março de 1895, em Paris, devido a uma pneumonia decorrente de novo surto da pandemia de gripe de 1889-1890, adquirida quando cuidava de Julie, que também esteve doente. Ela foi sepultada no Cemitério de Passy, em Paris.

## Galeria

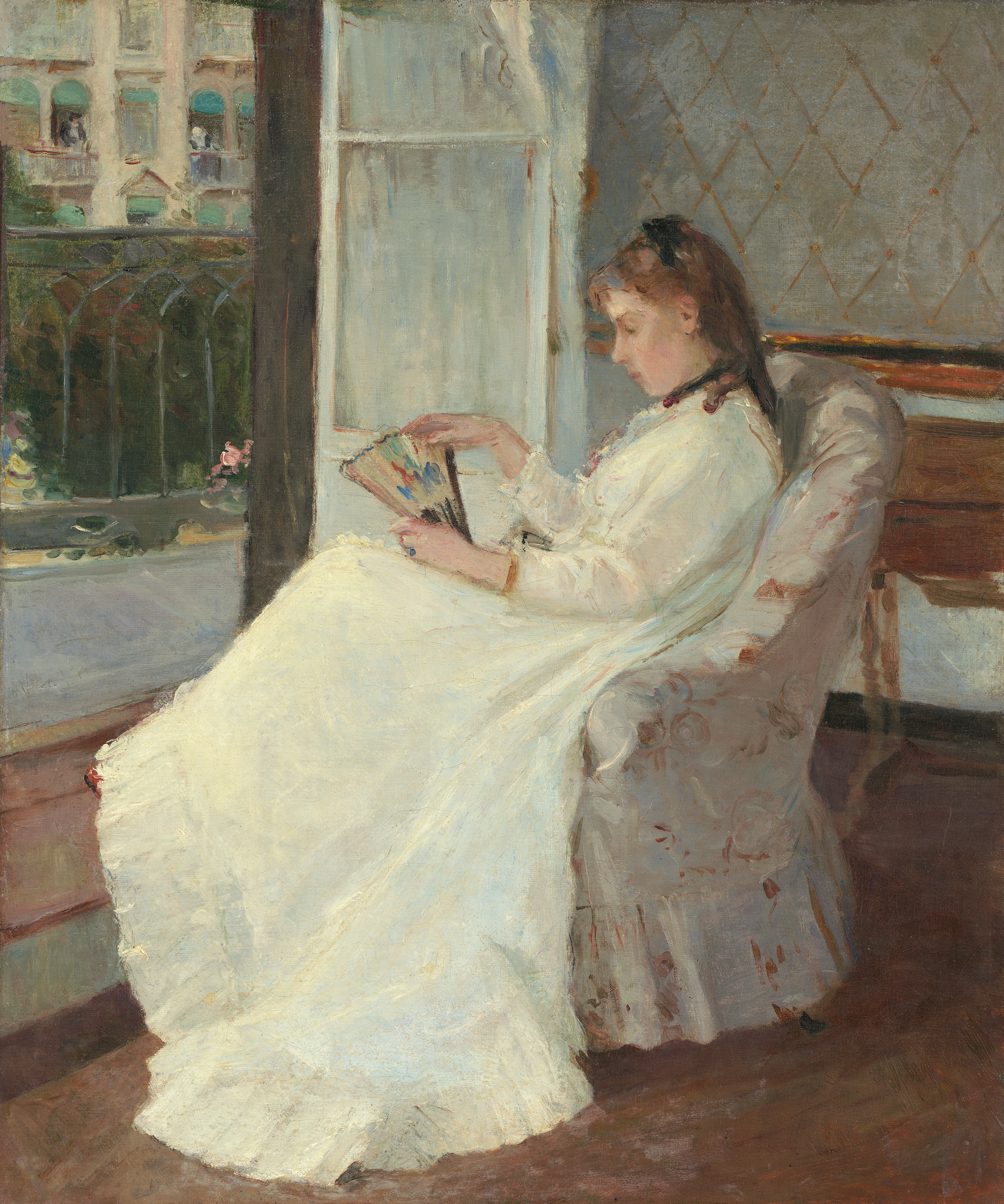
The Artist's Sister at a Window, óleo sobre tela, 1869
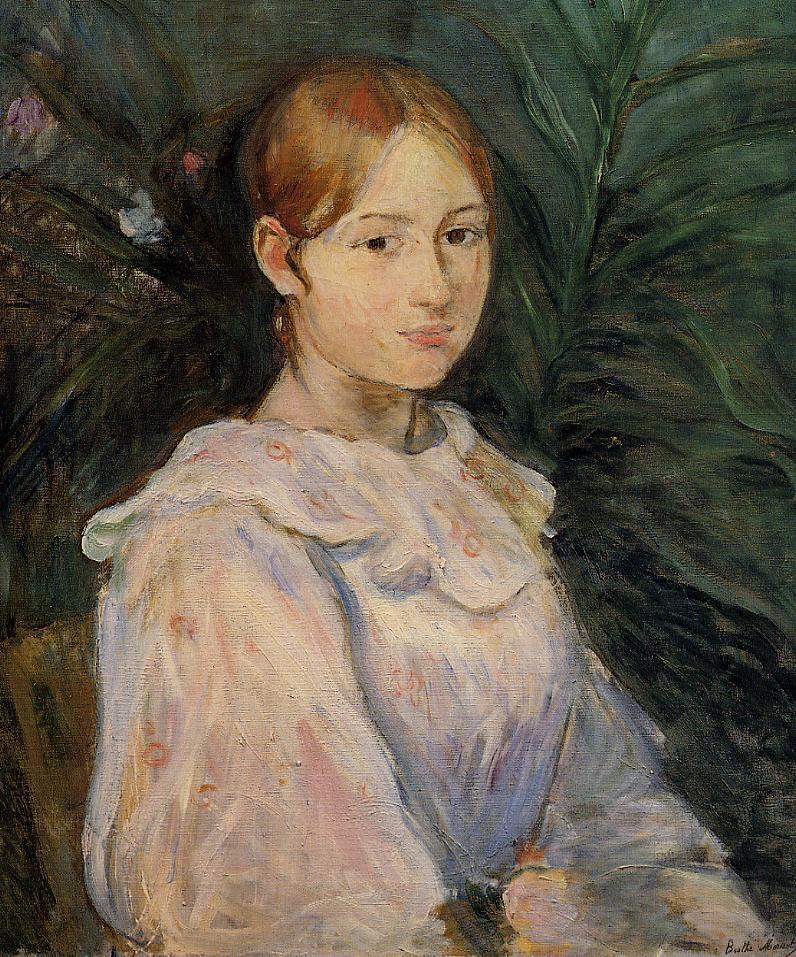
Bust of Alice Gamby, óleo sobre tela, 1890
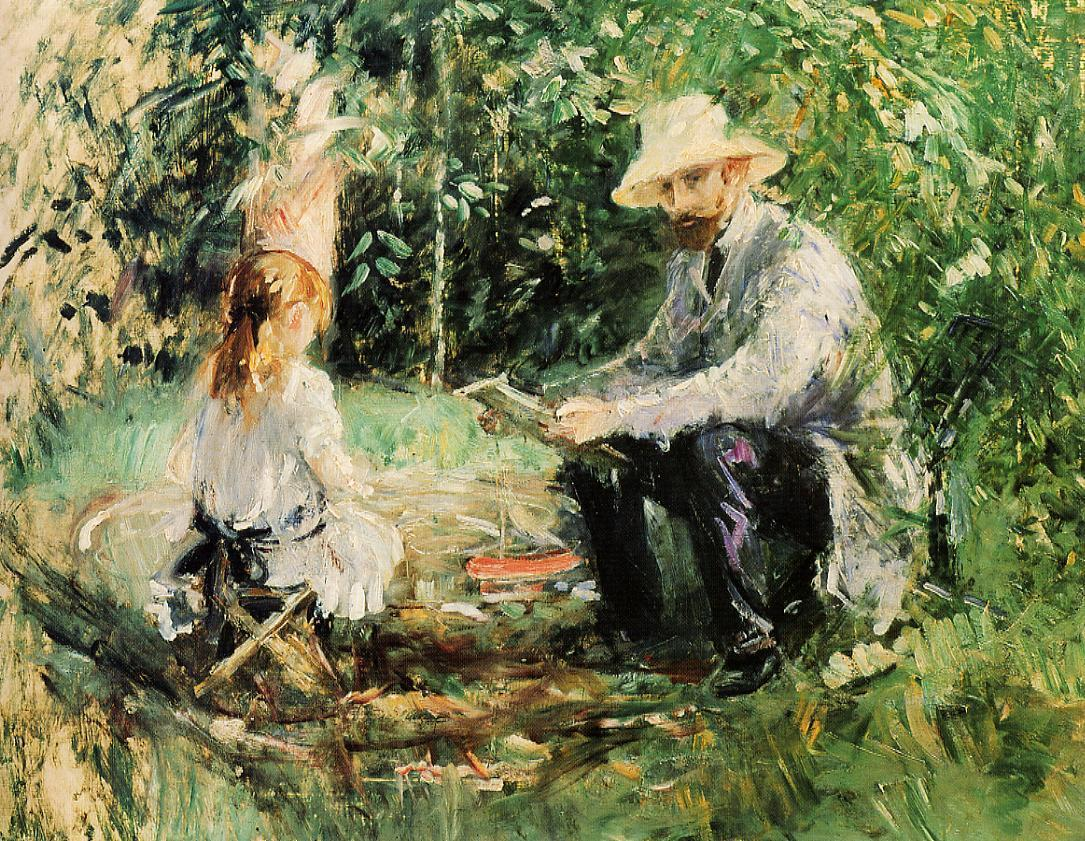
Eugène Manet et sa fille au jardin, óleo sobre tela, 1883
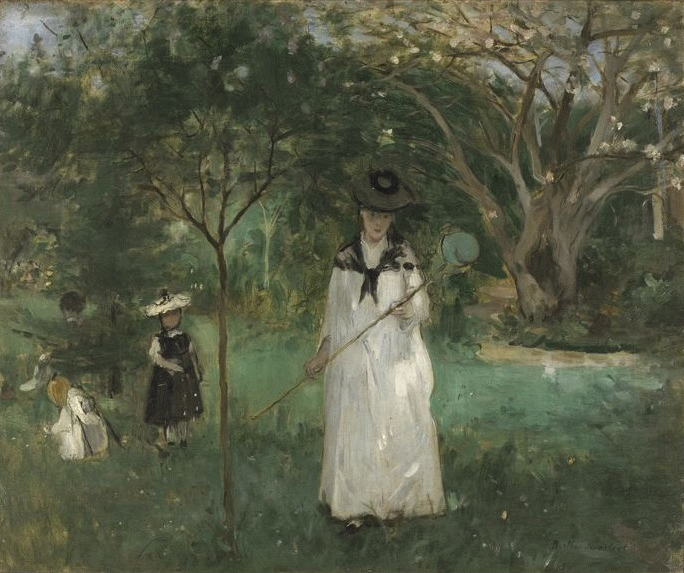
Caça de borboleta, Mus. do Impressionismo - Paris
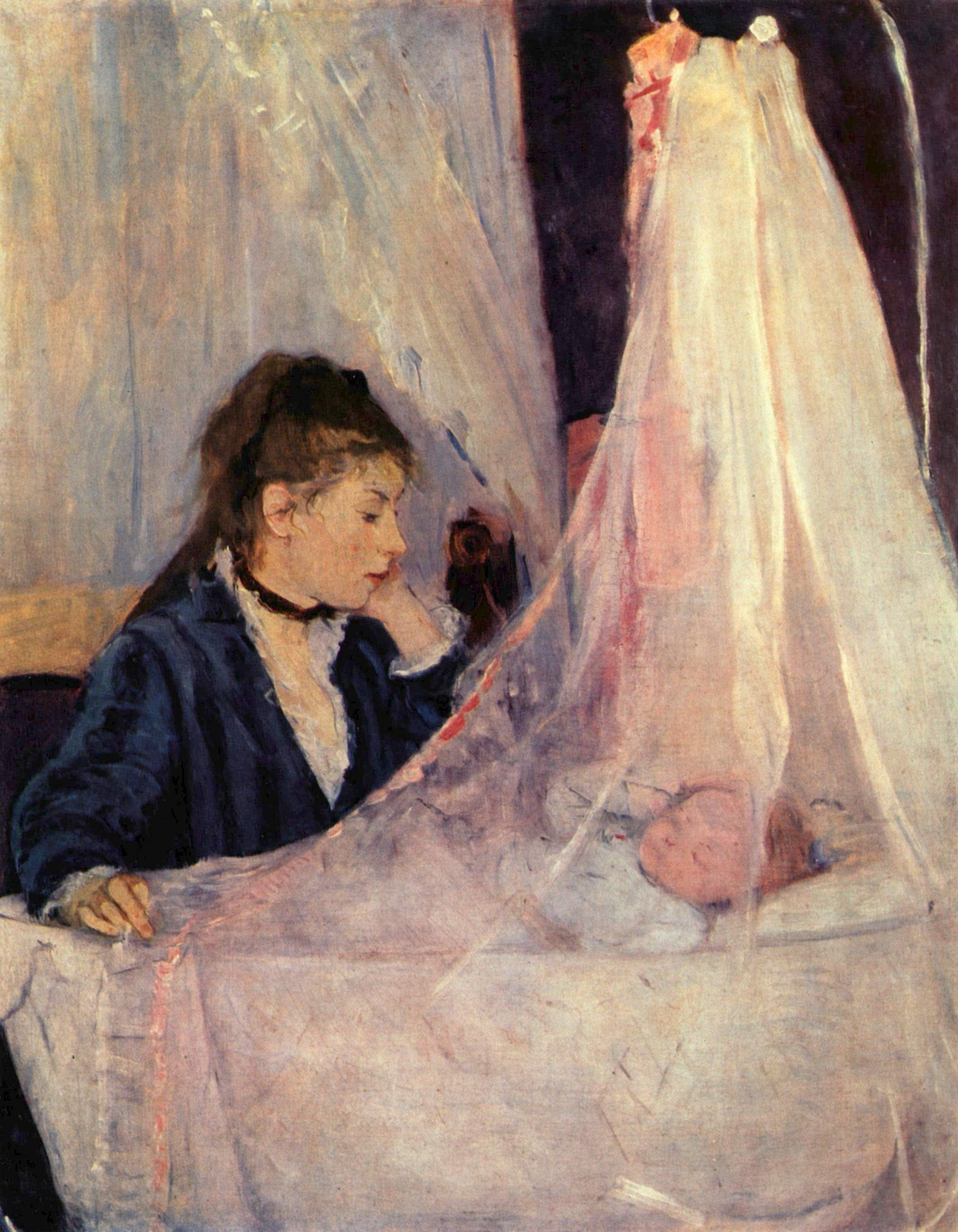
Wiege (1873), Museu de Orsay - Paris
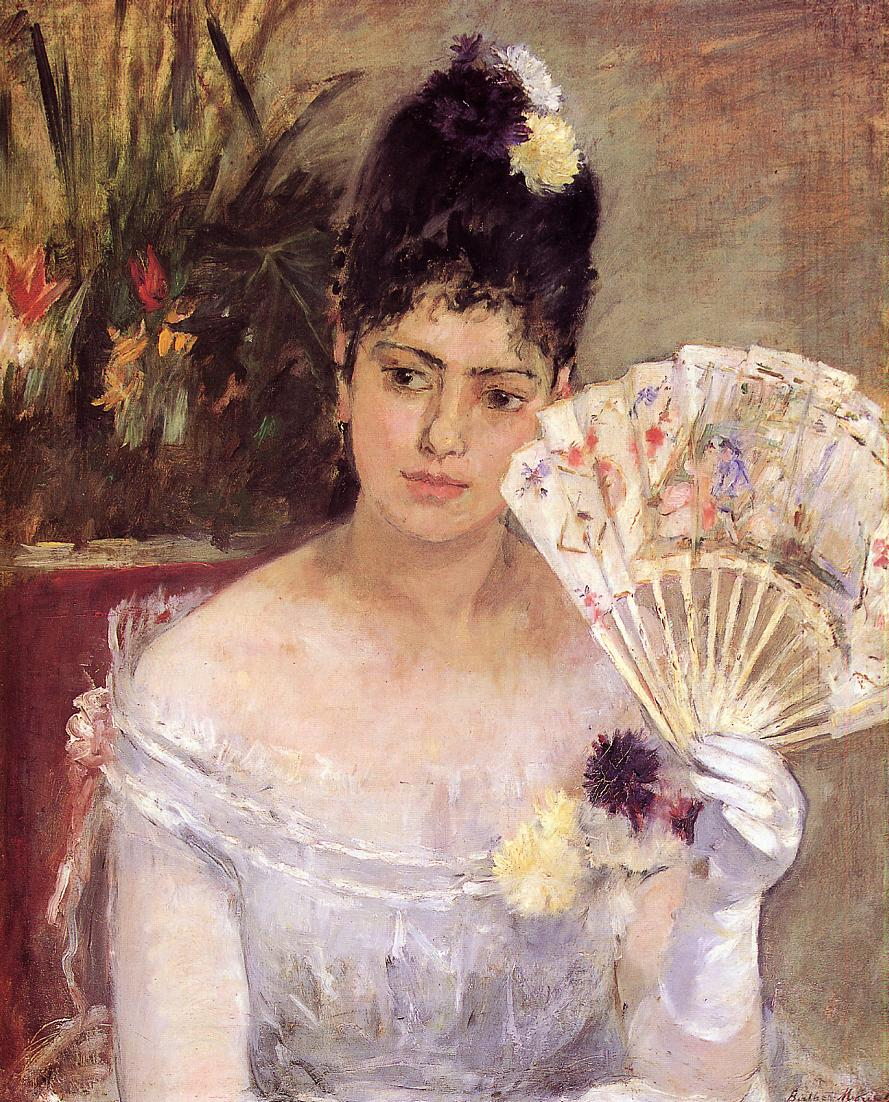
Jeune fille au bal, óleo sobre tela, 1875
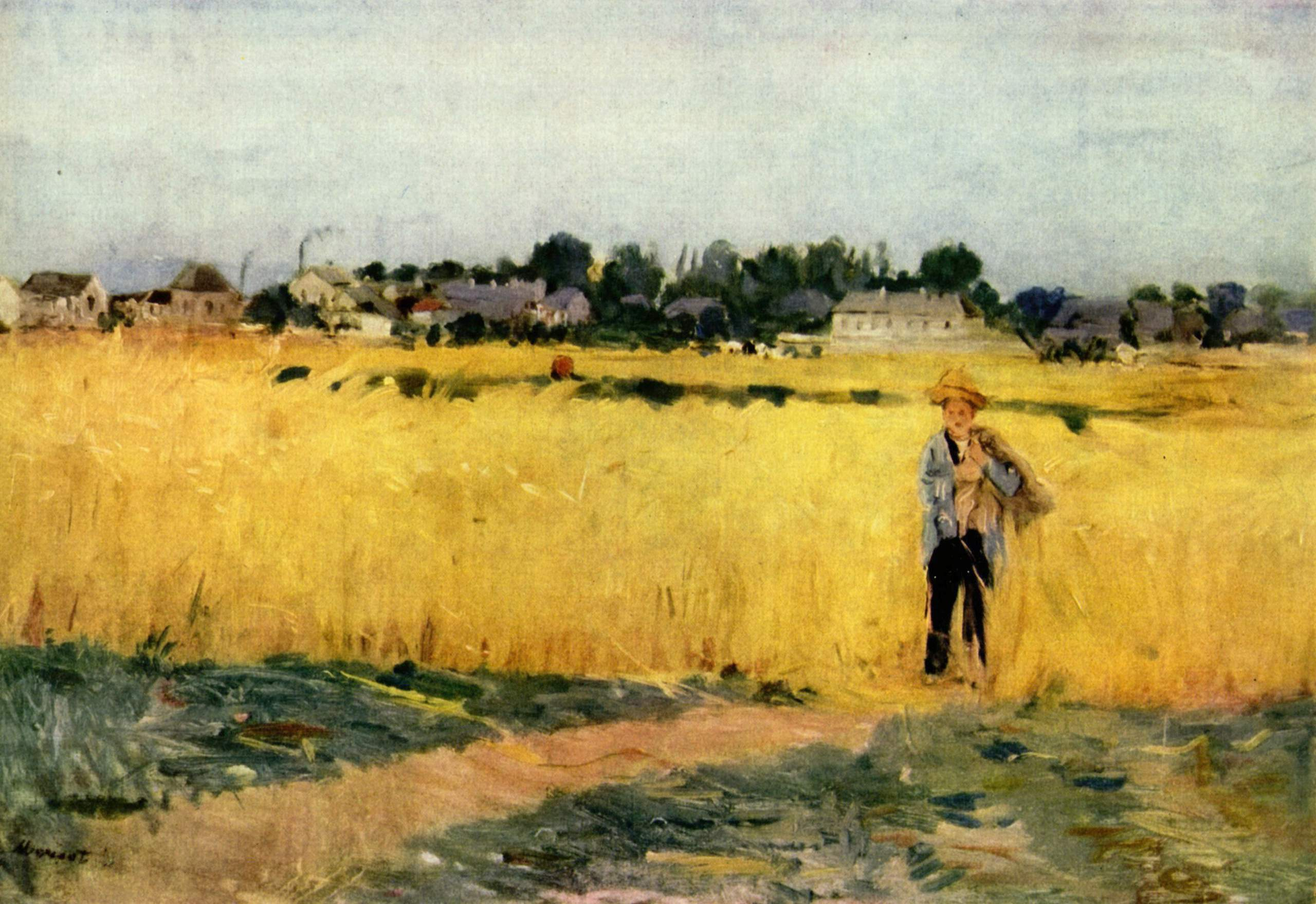
Campo de trigo (1875), Museu de Orsay - Paris
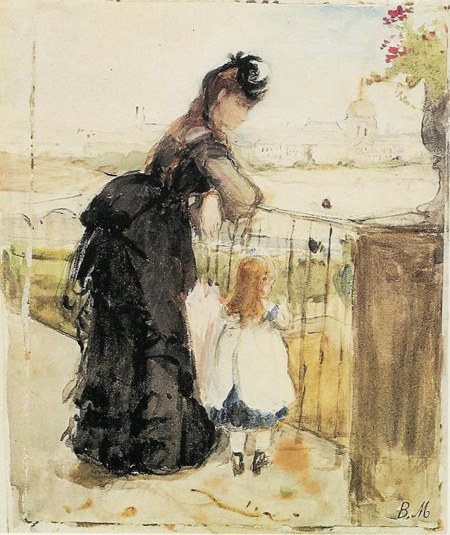
Woman and Child on a Balcony, study in watercolour, estudo em aquarela, 1872